# Wojciech Zaremba
Pour les articles homonymes, voir Zaremba.
Wojciech Zaremba, né le 30 novembre 1988 à Kluczbork, est un informaticien polonais et membre fondateur d'OpenAI (2016-présent). Il a initialement dirigé les travaux d'OpenAI sur la robotique, créant notamment un bras robotique capable de résoudre le Rubik's Cube. Lorsque l'équipe a été dissoute en 2020, il a commencé à diriger des équipes travaillant sur GitHub Copilot, Codex et les modèles GPT d'OpenAI.

## Jeunesse et éducation
Zaremba est né à Kluczbork, en Pologne. Très jeune, il remporte des concours et des prix locaux en mathématiques, informatique, chimie et physique. En 2007, Zaremba a représenté la Pologne aux Olympiades internationales de mathématiques au Vietnam, et a remporté une médaille d'argent.
Zaremba a étudié les mathématiques et l'informatique à l'Université de Varsovie et à l'École Polytechnique, et a obtenu en 2013 deux masters en mathématiques. Il commence ensuite son doctorat en apprentissage profond à l'Université de New York (NYU), sous la direction de Yann LeCun et de Rob Fergus. Zaremba a obtenu son diplôme et son doctorat en 2016,.

## Carrière
Au cours de ses études de licence, il a passé du temps chez NVIDIA. Son doctorat a été partagé entre Google Brain, où il a passé un an, et Facebook Artificial Intelligence Research, où il a passé une autre année,.
Au cours de son séjour chez Google, il co-écrit des travaux sur des exemples adversariaux pour les réseaux neuronaux. Ce résultat a créé le champ des attaques adversariales sur les réseaux neuronaux.
Son doctorat porte sur l'adéquation des capacités des réseaux neuronaux avec la puissance algorithmique des ordinateurs programmables,,,.
En 2015, Zaremba est devenu l'un des cofondateurs d'OpenAI, une société de recherche en intelligence artificielle dont la mission annoncée est de garantir que l'intelligence artificielle générale « bénéficie à toute l'humanité ». Chez OpenAI, Zaremba a travaillé comme responsable de recherche en robotique jusqu'en 2020, gérant ensuite le développement de GitHub Copilot, Codex et des modèles GPT sous-jacents à ChatGPT.
Zaremba siège au conseil consultatif de Growbots, une start-up de la Silicon Valley qui vise à automatiser les processus de vente grâce à l'utilisation de l'apprentissage automatique et de l'intelligence artificielle. Il est également membre du conseil consultatif du Qualia Research Institute.

## Honneurs et récompenses
- Classé parmi les Polonais de moins de 30 ans les plus influents, dans l'édition polonaise du magazine Forbes en 2017[18]
- Bourse Google 2015[19]
- Médaille d'argent à la 48e Olympiade internationale de mathématiques, au Vietnam[3]